# Bataille du Point 175
Guerre du Désert de la Seconde Guerre mondiale
Batailles
Guerre du Désert
- Invasion de l'Égypte
- Compass (Fort Capuzzo
- Nibeiwa
- Sidi Barrani
- Bardia
- Tobrouk (1941)
- Mechili
- Beda Fomm)
- Koufra
- Siège de Giarabub
- Sonnenblume
- El Agheila (1941)
- Siège de Tobrouk (Raid sur Bardia
- Raid Twin Pimples)
- Skorpion
- Brevity
- Battleaxe
- Crusader (Flipper
- Bir el Gubi (novembre 1941)
- Point 175
- Bir el Gubi (décembre 1941))
- Fort Lamy
- Gazala (Bir Hakeim
- Tobrouk (1942))
- Mersa Matruh
- El Alamein (juillet 1942) (Raid sur l'aérodrome de Sidi Haneish)
- Alam el Halfa
- Agreement (Caravan)
- Bertram
- Braganza
- El Alamein (octobre 1942) (Avant-poste Snipe)
- El Agheila (1942)

Débarquement allié en Afrique du Nord
- Blackstone
- Casablanca
- Reservist
- Terminal
- Port Lyautey
- Brushwood

Campagne de Tunisie
- Course pour Tunis
- Ligne Mareth
- Sidi Bouzid
- Kasserine
- Sejnane
- Ochsenkopf
- Capri
- Ksar Ghilane
- Pugilist
- El Guettar
- Wadi Akarit
- Longstop Hill
- Hill 609
- Vulcan
- Flax
- Retribution
- Strike

La bataille du point 175 est un engagement militaire de la campagne du désert s'étant déroulée pendant l'opération Crusader du 29 novembre au 1er décembre 1941, pendant la Seconde Guerre mondiale. Le point 175 est une petite montée juste au sud du Trigh Capuzzo, une zone désertique à l'est de Sidi Rezegh et au sud de Zaafran, disposant d'une bonne vue sur les environs. Début novembre 1941, le point était détenu par l'infanterie allemande de la Division zb V. Afrika (nommée plus tard la 90e division légère Afrika).
Les troupes de la 2e division néo-zélandaise et les chars d'infanterie de la 1re brigade blindée de l'armée ont attaqué et capturé le point 175 le 23 novembre, lors de la bataille de Sidi Rezegh, au début de l'opération Crusader. Les troupes néo-zélandaises attaquèrent alors vers l'ouest et entrèrent en contact avec la garnison de Tobrouk, qui furent balayés à leur rencontre. Du 29 novembre au 1er décembre, les Néo-Zélandais défendirent la pointe et la zone à l'ouest contre les tentatives ennemi ayant l'objectif de rompre le lien avec la garnison de Tobrouk et ainsi reprendre le contrôle des routes locales. La nouvelle 132e division blindée Ariete repris le point 175 dans la soirée du 29 novembre.
Les défenseurs confondirent les chars italiens se dirigeant à leur encontre avec des renforts sud-africains menés par des voitures blindées, les laissant s'approcher sans contestation ; 167 hommes du 21e bataillon néo-zélandais furent faits prisonniers (les Italiens étant apparemment tout aussi surpris de trouver la zone non occupée par les troupes de l'Axe). La 6e brigade néo-zélandaise fut quasiment détruite dans les combats autour du point 175 et les survivants se replièrent à Zaafran. La division retourna ensuite en Égypte pour une remise en état, après avoir subi 4 620 pertes. À sa reconstitution, la division fut déployée en Syrie pour une prévision de déploiement en Asie pour participer à la guerre du Pacifique après l'invasion japonaise de la Malaisie les 7/8 décembre 1941.

### Lectures complémentaires
- W. E. Murphy, Episodes and Studies, vol. II, Wellington, NZ, War History Branch, Department of Internal Affairs, coll. « The Official History of New Zealand in the Second World War 1939–1945 », 2015, online éd. (1re éd. 1954) (OCLC 480344020, lire en ligne), « Point 175: The Battle of Sunday of the Dead »
- Mario Montanari, Le Operazioni in Africa Settentrionale: Tobruk (Marzo 1941 – Gennaio 1942) Parte Seconda, vol. II, Roma, Esercito Italiano Ufficio Storico, 1993 (OCLC 885609741, lire en ligne)